# オアシズ
オアシズは、プロダクション人力舎所属の女性お笑いコンビ。

## メンバー
共に愛知県渥美郡田原町（現在の田原市）出身、愛知県立成章高等学校卒業。
大久保 佳代子（おおくぼ かよこ、1971年5月12日（53歳） - ）
千葉大学文学部卒業。
ツッコミ担当、立ち位置は向かって右。
光浦 靖子（みつうら やすこ、1971年5月20日（53歳） - ）
東京外国語大学外国語学部インドネシア語学科卒業。
ボケ担当、立ち位置は向かって左。

## 歴史
幼なじみだった2人が、1990年8月に早稲田大学のお笑いサークル「早稲田寄席演芸研究会」内で結成。コンビ名の由来は先輩だった『東京オアシス』から「オアシス」を拝借し、濁点を入れたもの。
1992年、プロダクション人力舎へ所属。同年に人力舎が開校した芸人養成所・スクールJCAには入学していない。初めてのネタ見せの審査員にブッチャーブラザーズが居た。
1993年1月、テレビ番組『新しい波』にコンビとして出演するも、同年4月に開始した後継番組『とぶくすり』では光浦だけがレギュラーに選ばれた。その結果コンビでの活動は激減、大久保は事務所に所属したまま芸人の傍らコールセンターで働いていた。ただしその間もコンビとしての単独ライブ、営業、ラジオやテレビ出演は行っていた。
1994年、テレビ番組『GAHAHA王国』にコントで挑戦。審査員は光浦を評して「山田邦子以来のお笑いスター」「十年に一人の逸材」と絶賛した。毎回光浦が登場すると客席からどよめきが起こるほどの人気だったが、まもなくその勝ち抜きコーナーは終了。
1999年9月18日放送の『めちゃ²イケてるッ!』にて、レギュラーである光浦の相方・大久保の芸能界復帰記者会見(大久保が加藤浩次（極楽とんぼ）と結婚するというドッキリ企画)を行い、2000年11月には同番組の中でコンビ活動の再開を発表した。大久保はその後同番組に不定期出演し続け、2018年の番組終了まで2人ともレギュラーとして出演した。なお、大久保は2009年までOLを続けていた。このエピソードは2017年10月放送の『1周回って知らない話』にて再び紹介された。
2010年5月31日放送の『お笑いさぁ〜ん』でオアシズとしては12年振りとなるコントを、また同番組MCのさまぁ〜ずと共に4人でも即興コントを演じた。
2017年11月、AbemaTV『恵比寿マスカッツ 1.5 真夜中のワイドショー』にて、コンビ揃ってとしては初のレギュラーMCを務める。
2018年3月3日放送の、『めちゃイケ』にて新作漫才「ババアの言い訳」を披露。
2020年3月放送『バナナサンド』では、女芸人界に「高学歴女性芸人」「妬み・ひがみを武器にした」「プライベートさらけ出し」と3つの革命を起こしたコンビと紹介された。
2021年7月より、光浦はカナダのバンクーバーへ語学留学。
2023年、バラエティ番組『踊る!さんま御殿!!』『あちこちオードリー』に留学中でカナダから一時帰国中の光浦靖子が、相方・大久保佳代子と2年ぶりとなるテレビ出演。

## 出演

### テレビ

#### 現在の出演番組
- アメトーーク!
- ロンドンハーツ
- ダウンタウンDX

（※上記いずれの番組も不定期出演で且つ、各々ピンでの出演経験もある）
- TOKIOカケル(フジテレビ)
  - (2021年4月 - 2021年6月) - 大久保・光浦が揃ってエンジェルちゃんとして不定期出演。
  - (2021年7月 - 、) - 大久保のみエンジェルちゃんとして不定期出演。

#### 過去の出演番組
- 新しい波
- ボキャブラ天国（キャッチコピーは“顔面ギリギリガールズ”）
- キレイ（仮）
- しあわせの素
- 旅ずきんちゃん 〜全日本のほほ〜ん女子会〜（中部日本放送）※オアシズを含む8人の女性芸人がランダムに2人ずつ出演していた。
- めちゃ²イケてるッ!  - 光浦は番組開始時から、大久保は2000年10月からレギュラー出演。
- ネプリーグ 光浦 靖子は2005年2月9日から
- 櫻井・有吉THE夜会（2019年2月28日、TBS）互いの家へ初潜入した。
- 恵比寿マスカッツ 1.5 真夜中のワイドショー - MC
- 恵比寿マスカッツ 真夜中の運動会 - MC
- 日曜ビッグバラエティ 閉店セールの売れ残りぜんぶ売ります！（2019年6月2日、テレビ東京） - MC

### ラジオ

#### 過去の出演番組
- ミッドナイトランブラー（2005年4月1日 - 2007年3月30日・JFN） - パーソナリティ
- ミッドナイト・ダイバーシティー〜正気のSaturday Night（2016年10月 - 2019年9月・JFN） - 第2週目DJ[4]

### 映画
- シュレック3（髪長姫、眠れる森の美女）

### CM
- ツムラ ライフサイエンス きき湯